# Ландак
Ландак (на индонезийски: Landak) е река в Индонезия, в западната част на остров Борнео, вливаща се в Южнокитайско море. Дължина – около 200 km. Река Ландак води началото си на 1022 m н.в. от южните склоновете на планинския масив Ниут (1701 m). С изключение на най-горното си течение, където е типична планинска река, тече през ниска, равна и заблатена равнина в широка долина, в която силно меандрира. Влива се на Екватора, като в устието си се съединява с един от ръкавите на делтата на река Капуас, на който е разположен град Понтианак (в някои източници река Ландак се смята за десен приток на Капуас). Подхранването ѝ е предимно дъждовно и е пълноводна целогодишно.